# Non canto più
Pour plus de détails, voir Fiche technique et Distribution.
Non canto più est une comédie musicale italienne réalisée par Riccardo Freda et sortie en 1945.

## Fiche technique
Sauf indication contraire, les informations mentionnées dans cette section peuvent être confirmées par la base de données cinématographiques IMDb,  présente dans la section « Liens externes ».
- Titre original italien : Non canto più[1]
- Réalisation : Riccardo Freda
- Scénario : Riccardo Freda, Steno
- Photographie : Toni Frenguelli (it)
- Montage : Rolando Benedetti
- Musique : Nuccio Fiorda (it)
- Décors : Enrico Verdozzi (it), Antonio Tagliolini (it)
- Société de production : Vi-Va Film
- Pays de production :  Royaume d'Italie
- Langue originale : italien
- Format : Noir et blanc - 1,37:1 - Son mono - 35 mm
- Durée : 76 minutes (1 h 16[1])
- Genre : Comédie musicale
- Dates de sortie :
  - Royaume d'Italie : 30 septembre 1945

## Distribution
- Enzo Fiermonte : Le ténor Guido Revi
- Vera Bergman : Lisa Baratti
- Paola Borboni : Greta Arden, la directrice de théâtre
- Virgilio Riento : Roberto
- Giuseppe Porelli : Adolfo
- Olinto Cristina : Carlo Baratti, padre di Lisa
- Arturo Bragaglia : Le commissaire
- Lamberto Picasso : L'inspecteur Carter
- Agnese Dubbini : La cuisinière de la casa Baratti
- Giuseppe Pierozzi : Le facteur

## Production
Après avoir mis en scène son premier long-métrage, Don César de Bazan, Freda avait des velléités de réaliser L'atleta di cristallo, un film sur les coulisses du monde de la boxe, mais le projet a été refusé par les producteurs. Son projet suivant, Non canto più, a été mis sur pieds après qu'il a eu rencontré Leo Longanesi et Mario Pannunzio (it) à Rome. Le projet initial était de développer un film réunissant les acteurs américains Gary Cooper et Ingrid Bergman. Le processus de production s'est ensuite poursuivi sans les acteurs américains : « Selon [les producteurs], j'allais mettre en scène un film avec Gary Cooper, mais je me suis retrouvé avec Enzo Fiermonte, un prétendant au championnat du monde de boxe et un acteur pathétique ». Fiermonte avait abandonné la boxe en 1934 et après s'être essayé à la compétition automobile, il est devenu comédien en 1941. Freda a écrit le scénario avec Stefano Vanzina et Vittorio Metz.
Non canto più est tourné en 1943 aux studios Titanus à Rome. Alors qu'il est prêt à sortir dès 1943, les événements politiques liés à la chute du fascisme, l'arrestation de Benito Mussolini et l'armistice de Cassibile, ont retardé sa projection jusqu'en 1945.